# Yosuke Kamigata
Yosuke Kamigata (født 25. september 1992) er en japansk fodboldspiller, som spiller for den japanske fodboldklub Tochigi SC.